# 韦顿学院 (马萨诸塞州)
韦顿学院(Wheaton College)是一所四年制文理学院，最早成立于1834年，是美国最早的女子高等学校(Female Seminary)之一。之后于1912年改为女子文理学院，并于1988年开始接受男生入学。学校位于马萨诸塞州的小镇诺顿。学校师生比例约为10:1，大多数班级在15-20人之间。

## 历史
1834年，法官拉班·韦顿(Laban Wheaton)之女伊丽莎·韦顿·斯特朗 (Eliza Wheaton Strong)于39岁去世。法官的儿媳，伊莉莎·贝丽丝·韦顿(Eliza Baylies Chapin Wheaton)说服法官建立一所女子高级学校来纪念他的女儿。
韦顿家族邀请了著名女性教育家玛丽·莱昂(Mary Lyon)协助建立这所学校。 莱昂女士的第一个目标是建立一个教育质量可以和男子学校相比的环境，并带来了第一任校长，尤妮斯·克拉德维尔(Eunice Caldwell)。1835年4月22日，韦顿女子高等学校正式成立，当时有3个老师和50个学生。
玛丽·莱昂和尤妮斯·克拉德维尔于1837年离开了韦顿学院创办了曼荷莲女子神学院(Mount Holyoke Female Seminary，今曼荷莲学院)。韦顿学院于是进入了较为不稳定的时代，直到1850年卡洛琳·卡特勒·麦特科夫(Caroline Cutler Metcalf)成为了新的校长。麦特科夫校长将招募优秀的教职工视为头等大事，把会带领学生讨论想法，而不只是简单记忆的教育者们带入校园。其中重要的包括露西·拉克姆(Lucy Larcom)，她开设了英语文学课程并创办了今天仍在发行的The Rushlight学生文学杂志；以及玛丽·简·柯瑞根(Mary Jane Cragin)，她用了创新的方法教授几何学，并使数学成为很多学生最喜爱的课程。
麦特科夫女士在1876年退休之后，A·艾伦·斯坦顿(A. Ellen. Stanton)成为了新的校长。她在1871年进入韦顿教授法语，并于1880至1897年担任校长。当时学校受到越来越多的来自的公立高中和女子大学的竞争，而她带领学校度过了那段时间。
1897年，经伊莉莎·韦顿推荐，校董会聘请了拉佛兰德·塞缪尔·瓦伦丁·科尔(Reverend Samuel Valentine Cole)作为学校的第一个男性校长。科尔校长开始着手将学校转变成四年制学院。他进行了一系列改造，包括改进课程，聘请更多更好的教授并新建了六座新的建筑。马萨诸塞州政府于1912年授予了韦顿文理学院资格。
科尔校长在1925年突然病逝。在他担任校长期间，韦顿迅速扩张。学校从只有3座建筑变成拥有27座建筑，招生人数从50增长至414人。他还建立了学校的基金。今天，学校里的科尔纪念教堂(Cole Memorial Chapel)就是来纪念他的。
约翰·埃德加·帕克于1926年成为了新的校长，并继续科尔的建筑计划。在他担任校长期间，学校经历了经济大萧条，1935年的百年校庆以及第二次世界大战。他在1944年退休，并由来自达特茅斯学院的历史教授亚历山大·霍华德·米尼立(Alexander Howard Meneely)继任。在他的任期内，校董会同意将学校的学生人数从525人扩张到800-1000人，“新校园”的建设工作也于1957年开始。
米尼立校长于1961年在久病之后去世，接任他的是威廉·C·H·普兰提斯(William C.H. Prentice)教授，来自斯沃斯莫爾學院的心理学教授。在1960年代早期，韦顿成功完成了第一次基金募资。新校园的建设仍在继续，学生人数也增长到了1200。韦顿的学生和教职员工在1970年加入了全国性的反战运动中。
1975年，韦顿迎来了变成学院之后的第一任女性校长，爱丽丝·芙蕾·爱默生(Alice Frey Emerson)，宾夕法尼亚大学的教导主任(Dean of Students)。